# Prezydenci Rwandy
| Osoba                         | Osoba   | Osoba                                                | Kadencja        | Kadencja        | Partia polityczna                                                    |
| #                             | Portret | Imię i nazwisko                                      | Od              | Do              | Partia polityczna                                                    |
| ----------------------------- | ------- | ---------------------------------------------------- | --------------- | --------------- | -------------------------------------------------------------------- |
| 1                             |         | Grégoire Kayibanda (1924–1976)                       | 1 lipca 1962    | 5 lipca 1973    | Partia Ruchu Emancypacji Hutu                                        |
| 2                             |         | Juvénal Habyarimana (1937–1994)                      | 5 lipca 1973    | 6 kwietnia 1994 | wojskowy / Narodowy Ruch Republikański na rzecz Demokracji i Rozwoju |
| —                             |         | Agathe Uwilingiyimana (1953–1994) pełniąca obowiązki | 6 kwietnia 1994 | 7 kwietnia 1994 | Republikański Ruch Demokratyczny                                     |
| wakat od 7 do 8 kwietnia 1994 |         |                                                      |                 |                 |                                                                      |
| —                             |         | Théodore Sindikubwabo (1928–1998) pełniący obowiązki | 8 kwietnia 1994 | 19 lipca 1994   | Narodowy Ruch Republikański na rzecz Demokracji i Rozwoju            |
| 3                             |         | Pasteur Bizimungu (1950–)                            | 19 lipca 1994   | 23 marca 2000   | Rwandyjski Front Patriotyczny                                        |
| wakat od 23 do 24 marca 2000  |         |                                                      |                 |                 |                                                                      |
| 4                             |         | Paul Kagame (1957–)                                  | 24 marca 2000   | nadal urzęduje  | Rwandyjski Front Patriotyczny                                        |